# Diocesi di Broome
La diocesi di Broome (in latino Dioecesis Broomensis) è una sede della Chiesa cattolica in Australia suffraganea dell'arcidiocesi di Perth. Nel 2023 contava 12.330 battezzati su 35.998 abitanti. È retta dal vescovo Timothy Norton, S.V.D.

## Territorio
La diocesi comprende la parte settentrionale dello stato australiano dell'Australia Occidentale.
Sede vescovile è la città di Broome, dove si trova la cattedrale di Santa Maria Regina della Pace.
Il territorio si estende su 77.300 km² ed è suddiviso in 8 parrocchie.

## Storia
Il vicariato apostolico di Kimberley in Australia Occidentale fu eretto il 10 maggio 1887 con il breve Ecclesiae universae di papa Leone XIII, ricavandone il territorio dalla diocesi di Perth (oggi arcidiocesi).
Il 4 maggio 1910, in forza del decreto Ad fluvium Drisdale-River di Propaganda Fide, cedette una porzione del suo territorio a vantaggio dell'erezione della missione sui iuris di Drysdale River, che dall'8 settembre 1971 sarà chiamata missione sui iuris di Kalumburu.
Il 13 novembre 1959 assunse il nome di vicariato apostolico di Kimberleys.
Il 7 giugno 1966 in virtù della bolla Evangelicam legem di papa Paolo VI il vicariato apostolico è stato elevato a diocesi e ha assunto il nome attuale.
Nel 1980 ha incorporato il territorio della missione sui iuris di Kalumburu, che è stata soppressa.

## Cronotassi dei vescovi
Si omettono i periodi di sede vacante non superiori ai 2 anni o non storicamente accertati.
- William Bernard Kelly † (1894 - 1909 dimesso)
- Fulgencio Torres, O.S.B. † (5 maggio 1910 - 6 ottobre 1914 deceduto)
- John Creagh, C.SS.R. † (1914 - 1922 deceduto)
- Ernesto Coppo, S.D.B. † (1º dicembre 1922 - 1928 dimesso)
  - Sede vacante (1928-1935)
- Otto Raible, S.A.C. † (18 giugno 1935 - 12 marzo 1958 dimesso)
- John Jobst, S.A.C. † (13 gennaio 1959 - 3 novembre 1995 ritirato)
- Christopher Alan Saunders (3 novembre 1995 - 28 agosto 2021 dimesso)[1]
  - Sede vacante (2021-2024)[2]
- Timothy Norton, S.V.D., dal 14 ottobre 2024

## Statistiche
La diocesi nel 2023 su una popolazione di 35.998 persone contava 12.330 battezzati, corrispondenti al 34,3% del totale.
| anno | popolazione | popolazione | popolazione | presbiteri | presbiteri | presbiteri | presbiteri                | diaconi | religiosi | religiosi | parrocchie |
| anno | battezzati  | totale      | %           | numero     | secolari   | regolari   | battezzati per presbitero | diaconi | uomini    | donne     | parrocchie |
| ---- | ----------- | ----------- | ----------- | ---------- | ---------- | ---------- | ------------------------- | ------- | --------- | --------- | ---------- |
| 1949 | 1.090       | 9.000       | 12,1        | 8          |            | 8          | 136                       |         | 18        | 22        | 5          |
| 1966 | 2.900       | 12.000      | 24,2        | 11         |            | 11         | 263                       |         | 18        | 41        | 9          |
| 1968 | 2.800       | 20.000      | 14,0        | 11         | 1          | 10         | 254                       |         | 17        | 45        | 8          |
| 1980 | 5.730       | 17.944      | 31,9        | 9          | 2          | 7          | 636                       |         | 16        | 44        |            |
| 1990 | 7.311       | 24.502      | 29,8        | 12         | 4          | 8          | 609                       |         | 24        | 42        | 10         |
| 1999 | 9.016       | 33.537      | 26,9        | 12         | 5          | 7          | 751                       |         | 16        | 50        | 8          |
| 2000 | 9.020       | 33.550      | 26,9        | 13         | 6          | 7          | 693                       |         | 16        | 51        | 8          |
| 2001 | 9.020       | 33.550      | 26,9        | 11         | 5          | 6          | 820                       |         | 14        | 36        | 8          |
| 2002 | 9.470       | 36.500      | 25,9        | 11         | 5          | 6          | 860                       |         | 15        | 51        | 8          |
| 2003 | 9.351       | 33.705      | 27,7        | 12         | 6          | 6          | 779                       |         | 13        | 42        | 8          |
| 2004 | 13.740      | 30.900      | 44,5        | 11         | 6          | 5          | 1.249                     |         | 12        | 39        | 8          |
| 2006 | 13.402      | 35.001      | 38,3        | 13         | 6          | 7          | 1.030                     |         | 14        | 33        | 9          |
| 2012 | 14.050      | 41.000      | 34,3        | 10         | 7          | 3          | 1.405                     |         | 9         | 18        | 9          |
| 2015 | 14.800      | 43.100      | 34,3        | 10         | 10         |            | 1.480                     |         | 6         | 14        | 9          |
| 2018 | 15.420      | 44.950      | 34,3        | 13         | 11         | 2          | 1.186                     |         | 4         | 8         | 9          |
| 2020 | 15.900      | 46.350      | 34,3        | 16         | 15         | 1          | 993                       |         | 3         | 12        | 9          |
| 2022 | 15.123      | 44.150      | 34,3        | 12         | 9          | 3          | 1.260                     |         | 5         | 7         | 8          |
| 2023 | 12.330      | 35.998      | 34,3        | 11         | 8          | 3          | 1.120                     |         | 5         | 10        | 8          |